# Großer Preis von Miami 2024
Der Große Preis von Miami 2024 (offiziell Formula 1 Crypto.com Miami Grand Prix 2024) fand am 5. Mai auf dem Miami International Autodrome in Miami statt und war das sechste Rennen der Formel-1-Weltmeisterschaft 2024.

## Bericht

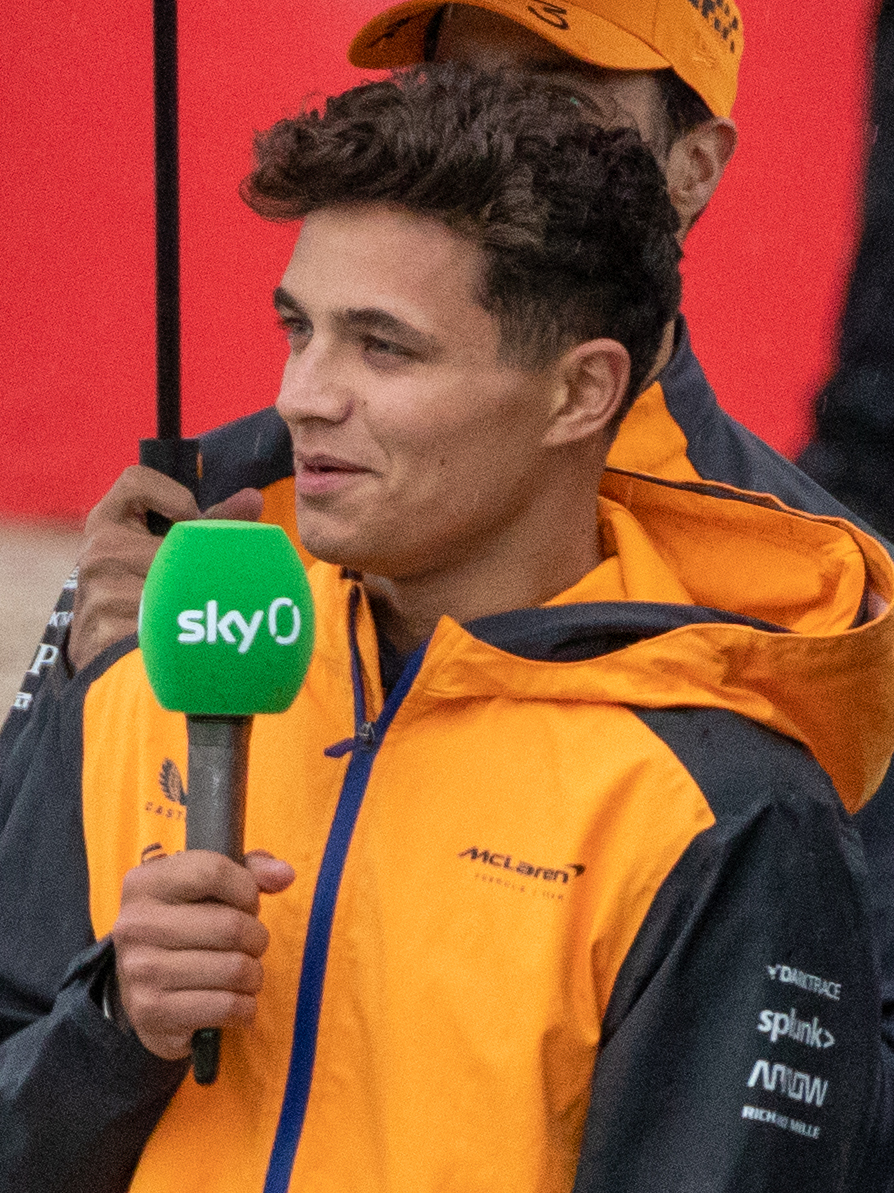
Lando Norris (hier 2022) gewann seinen ersten Grand Prix.

### Hintergründe
Nach dem Großen Preis von China führte Max Verstappen in der Fahrerwertung mit 25 Punkten vor Sergio Pérez und mit 34 Punkten vor Charles Leclerc. In der Konstrukteurswertung führte Red Bull mit 44 Punkten vor Ferrari und mit 99 Punkten vor McLaren.
Beim Großen Preis von Miami stellte Pirelli den Fahrern die Reifenmischungen C2 (weiß), C3 (gelb) und C4 (rot) sowie für nasse Bedingungen Cinturato Intermediates (grün) und Cinturato Full-Wets (blau) zur Verfügung.
Im Rahmen des Wochenendes fand der zweite Sprint der Saison statt.
Ferrari trat mit einer Speziallackierung zum Rennen an. Anlass für das besondere Design am Miami-Wochenende war das 70-jährige Jubiläum der Marke Ferrari auf dem nordamerikanischen Markt. Weiterhin trat auch RB mit einem Sonderdesign an.
Zhou Guanyu bestritt seinen 50. Grand Prix.
Pérez, Logan Sargeant (jeweils acht), Lance Stroll (sieben), Fernando Alonso (sechs), Kevin Magnussen (fünf), Lewis Hamilton, George Russell (jeweils vier), Yuki Tsunoda, Nico Hülkenberg (jeweils drei), Verstappen, Daniel Ricciardo, Valtteri Bottas und Zhou (jeweils zwei) gingen mit Strafpunkten ins Rennwochenende.
Mit Verstappen (zweimal) trat der einzige ehemalige Sieger zu diesem Grand Prix an.
Als Rennkommissare für dieses Rennwochenende fungierten Nish Shetty (SGP), Andrew Mallalieu (BRB), Vitantonio Liuzzi (ITA) und Dennis Dean (USA).

### Training
Im ersten und einzigen freien Training war Verstappen mit einer Zeit von 1:28,595 Minuten Schnellster vor Oscar Piastri und Sainz jr. Dieses Training wurde durch die rote Flagge abgebrochen, da Leclerc sich in der Kurve 16 gedreht hatte und danach nicht mehr fahren konnte.

### Sprint-Qualifying
Das Sprint-Qualifying bestand aus drei Teilen mit einer Nettolaufzeit von 30 Minuten. Im ersten Qualifying-Segment (SQ1) hatten die Fahrer zwölf Minuten Zeit, um sich für den Sprint zu qualifizieren. Alle Fahrer, die im ersten Abschnitt eine Zeit erzielten, die maximal 107 Prozent der schnellsten Rundenzeit betrug, qualifizierten sich für den Sprint. Die besten 15 Fahrer erreichten den nächsten Qualifikationsabschnitt. Norris war Schnellster. Pierre Gasly, beide Kick Sauber- und beide Williams-Fahrer schieden aus.
Der zweite Abschnitt (SQ2) dauerte zehn Minuten. Die schnellsten zehn Piloten qualifizierten sich für den dritten Teil des Qualifyings. Norris war erneut Schnellster. Beide Mercedes-Fahrer, Esteban Ocon, Stroll und Tsunoda schieden aus.
Der letzte Abschnitt (SQ3) ging über eine Zeit von acht Minuten, in denen die ersten zehn Startpositionen vergeben wurden. Verstappen erzielte mit einer Zeit von 1:27,641 Minuten die Bestzeit vor Leclerc und Pérez. Nach dem Sprint-Qualifying wurde Bottas um drei Startplätze zurückversetzt, da er im SQ1 Piastri behindert hatte.

### Sprint
Vor der Anfahrt zur Startaufstellung kollidierte Ocon in der Boxengasse mit dem Ferrari von Leclerc und musste seinen Frontflügel wechseln lassen. Für die unsichere Freigabe erhielt er zudem eine Zehn-Sekunden-Zeitstrafe. Alexander Albon musste aus der Boxengasse starten, da an seinem Chassis im Parc fermé gearbeitet worden war. Vor der ersten Kurve war Lando Norris in einer Startkollision mit Hamilton, Alonso und Stroll verwickelt, wobei Stroll in Norris‘ Auto geschoben wurde und Norris aufgeben musste. Während Alonso zur Reparatur an die Box musste, schied Stroll wegen des Schadens an seinem Wagen ebenfalls aus. Unterdessen erwischte Ricciardo einen starken Start und ging an Pérez vorbei, ehe er von Pérez in Runde 5 wieder überholt wurde. Ricciardo musste sich danach gegen Sainz jr. und den einzigen verbliebenen McLaren von Piastri bis zum Ende des Sprints verteidigen, was ihm auch gelang. Magnussen verteidigte sich mit seinem Haas gegen Hamilton. Der Mercedes-Pilot wurde dabei von der Strecke gedrängt, während Magnussen wegen gefährlicher Fahrweise zwei Zehn-Sekunden-Zeitstrafen erhielt. Tsunoda nutzte die Gelegenheit, um beide Autos zu überholen.
Verstappen gewann den Sprint vor Leclerc und seinem Red Bull Racing-Teamkollegen Pérez. Die restlichen Punkteplatzierungen belegten Ricciardo, Sainz jr., Piastri, Hülkenberg und Tsunoda. Obwohl Hamilton als Achter die Ziellinie überquerte, erhielt er nach dem Sprint eine Durchfahrtsstrafe, die in einer 20-Sekunden-Zeitstrafe aufgrund der Geschwindigkeitsüberschreitung in der Boxengasse umgewandelt wurde. Er rutschte dadurch von Platz 8 auf Platz 16.

### Qualifying
Das Qualifying bestand aus drei Teilen mit einer Nettolaufzeit von 45 Minuten. Im ersten Qualifying-Segment (Q1) hatten die Fahrer 18 Minuten Zeit, um sich für das Rennen zu qualifizieren. Alle Fahrer, die im ersten Abschnitt eine Zeit erzielten, die maximal 107 Prozent der schnellsten Rundenzeit betrug, qualifizierten sich für das Rennen. Die besten 15 Fahrer erreichten den nächsten Qualifikationsabschnitt. Verstappen war Schnellster. Beide Kick Sauber-Piloten, Sargeant, Ricciardo und Magnussen schieden aus.
Der zweite Abschnitt (Q2) dauerte 15 Minuten. Die schnellsten zehn Piloten qualifizierten sich für den dritten Teil des Qualifyings. Leclerc war Schnellster. Beide Aston Martin-, beide Alpine-Fahrer und Albon schieden aus.
Der letzte Abschnitt (Q3) ging über eine Zeit von zwölf Minuten, in denen die ersten zehn Startpositionen vergeben wurden. Verstappen erzielte mit einer Zeit von 1:27,241 Minuten die Bestzeit vor Leclerc und Sainz jr. Für Verstappen war es die 38. Pole-Position in seiner Formel-1-Karriere. Verstappen holte sich seine siebte Pole-Position in Folge und war somit der erste Fahrer seit Hamilton 2015 und der zweite Fahrer seit Alain Prost 1993, der die ersten sechs Pole-Positions in einer Saison holte.

### Rennen
Ricciardo, der sich als 18. qualifizierte, verbüßte seine Startplatzstrafe von drei Plätzen aus dem vorherigen Rennen und startete somit vom letzten Platz aus.
Beim Start behielt Verstappen die Führung. Dahinter kam es beinahe zu einem Unfall zwischen Pérez, Leclerc und Sainz jr, weil sich Pérez zur Anfahrt zur ersten Kurve verbremste und auch fast in Verstappen reingefahren wäre. Die beiden Ferrari mussten daher bremsen und Pérez umfahren. Piastri nutzte das Chaos vor ihm aus und fuhr vom sechsten auf den dritten Platz vor. Verstappen führte somit vor Leclerc und Piastri das Rennen an.
Bald legten die Williams- und Sauber-Fahrer ihre Boxenstopps ein. Hülkenberg folgte darauf mit weiteren Fahrern. Pérez war der erste der Spitzenreiter, der anhielt. Zu ihm gesellte sich Leclerc. Zu diesem Zeitpunkt hatte Verstappen eine große Lücke geschaffen, aber er machte in der Schikane zwischen Kurve vierzehn und fünfzehn einen Fehler und prallte gegen einen Poller. Der Poller klemmte sich kurzzeitig unter seinen Frontflügel, bis er sich in Kurve 16 dann löste und auf der Strecke liegen blieb, was eine kurze virtuelle Safety-Car-Phase zur Folge hatte. Das Überfahren der Bordsteine führte zu Schäden am Unterboden bei Verstappen. In dieser Zeit machten Ocon, Alonso und Magnussen ihre Boxenstopps, Verstappen seinen Boxenstopp unmittelbar nach Ende der virtuellen Safety-Car-Phase. Danach kamen Hamilton und Russell an die Box. Piastri übernahm kurzzeitig die Führung des Rennens, gefolgt von Sainz jr. und Norris, bevor er und Sainz jr. dann ebenfalls an die Box gingen, was dann Norris die Führung verschaffte.
Kurz darauf kam es zu einem Zwischenfall mit Magnussen, bei dem Sargeant gegen die Mauer prallte und aufgeben musste. Magnussen, der eine Strafe erhielt, musste zur Reparatur in die Boxengasse. Dieser Vorfall führte zu einer vollständigen Safety-Car-Phase, was Norris zugutekam, da er seine Reifen wechselte und ihm einen Reifenvorteil für den Neustart verschaffte. Auch Tsunoda, Zhou und Ricciardo wechselten in dieser Zeit ihre Reifen. Verstappen wurde als vermeintlich Führender vom Safety-Car abgeholt, während allerdings Norris den Grand Prix vor Verstappen und Leclerc anführte. Das Safety-Car ließ dann alle Fahrer vorbei und setzte sich vor Norris, bis es in Runde 32 zurück an die Box fuhr und das Rennen wieder freigegeben wurde.
Beim Restart geriet Norris unter Druck von Verstappen und nahm eine defensive Haltung ein. Verstappen verlor Zeit auf Norris, der dann eine Lücke öffnete. In der Zwischenzeit griff Sainz jr. Piastri an und verursachte einen Schaden am Frontflügel, der den Australier aus den Punkterängen brachte. Allerdings erhielt Sainz jr. nach dem Rennen eine Fünf-Sekunden-Zeitstrafe. Nach einem Austausch des Frontflügels versuchte Piastri, in die Punkteränge zu kommen, litt jedoch unter Blockaden. Sein Renningenieur sagte ihm, er solle seine Aggressivität drosseln, da ein weiteres Safety Car die Führung von Norris gefährden würde. In der Schlussphase des Rennens gab es keine weiteren größeren Zwischenfälle, abgesehen davon, dass Stroll von der Strecke abkam, um Albon zu überholen, und Stroll eine Zeitstrafe von zehn Sekunden auferlegt wurde.
Norris gewann schließlich das Rennen vor Verstappen und Leclerc. Es war Norris’ erster Sieg in der Formel-1-Weltmeisterschaft sowie der erste Sieg für McLaren seit dem Großen Preis von Italien 2021, womit der Rekord für die meisten Podiumsplatzierungen ohne Sieg in der Formel 1, welchen Norris zuvor hielt, wieder an Nick Heidfeld überging. Die restlichen Punkteplatzierungen belegten Pérez, Sainz jr., Hamilton, Tsunoda, Russell, Alonso und Ocon. Ocon erzielte den ersten Punkt für Alpine in dieser Saison. Piastri erzielte die schnellste Rennrunde, erhielt jedoch keinen Punkt dafür, da er außerhalb der Punkteränge gewertet wurde.
In der Fahrer- und Konstrukteurswertung blieben die ersten drei Positionen unverändert.

## Meldeliste
| Team                          | Nr. | Fahrer           | Chassis                           | Motor      | Reifen |
| ----------------------------- | --- | ---------------- | --------------------------------- | ---------- | ------ |
| Oracle Red Bull Racing        | 01  | Max Verstappen   | Red Bull Racing RB20              | Honda RBPT | P      |
| Oracle Red Bull Racing        | 11  | Sergio Pérez     | Red Bull Racing RB20              | Honda RBPT | P      |
| Mercedes-AMG Petronas F1 Team | 63  | George Russell   | Mercedes-AMG F1 W15 E Performance | Mercedes   | P      |
| Mercedes-AMG Petronas F1 Team | 44  | Lewis Hamilton   | Mercedes-AMG F1 W15 E Performance | Mercedes   | P      |
| Scuderia Ferrari              | 16  | Charles Leclerc  | Ferrari SF-24                     | Ferrari    | P      |
| Scuderia Ferrari              | 55  | Carlos Sainz jr. | Ferrari SF-24                     | Ferrari    | P      |
| McLaren F1 Team               | 81  | Oscar Piastri    | McLaren MCL38                     | Mercedes   | P      |
| McLaren F1 Team               | 04  | Lando Norris     | McLaren MCL38                     | Mercedes   | P      |
| Aston Martin Aramco F1 Team   | 18  | Lance Stroll     | Aston Martin AMR24                | Mercedes   | P      |
| Aston Martin Aramco F1 Team   | 14  | Fernando Alonso  | Aston Martin AMR24                | Mercedes   | P      |
| BWT Alpine F1 Team            | 31  | Esteban Ocon     | Alpine A524                       | Renault    | P      |
| BWT Alpine F1 Team            | 10  | Pierre Gasly     | Alpine A524                       | Renault    | P      |
| Williams Racing               | 23  | Alexander Albon  | Williams FW46                     | Mercedes   | P      |
| Williams Racing               | 02  | Logan Sargeant   | Williams FW46                     | Mercedes   | P      |
| Visa Cash App RB F1 Team      | 03  | Daniel Ricciardo | RB VCARB 01                       | Honda RBPT | P      |
| Visa Cash App RB F1 Team      | 22  | Yuki Tsunoda     | RB VCARB 01                       | Honda RBPT | P      |
| Stake F1 Team Kick Sauber     | 77  | Valtteri Bottas  | KICK Sauber C44                   | Ferrari    | P      |
| Stake F1 Team Kick Sauber     | 24  | Zhou Guanyu      | KICK Sauber C44                   | Ferrari    | P      |
| MoneyGram Haas F1 Team        | 20  | Kevin Magnussen  | Haas VF-24                        | Ferrari    | P      |
| MoneyGram Haas F1 Team        | 27  | Nico Hülkenberg  | Haas VF-24                        | Ferrari    | P      |

## Klassifikationen

### Sprint-Qualifying
| Pos.                                                                       | Fahrer           | Konstrukteur                 | SQ1      | SQ2        | SQ3      | Start |
| -------------------------------------------------------------------------- | ---------------- | ---------------------------- | -------- | ---------- | -------- | ----- |
| 01                                                                         | Max Verstappen   | Red Bull Racing-Honda RBPT   | 1:28,194 | 1:28,001   | 1:27,641 | 01    |
| 02                                                                         | Charles Leclerc  | Ferrari                      | 1:28,537 | 1:27,977   | 1:27,749 | 02    |
| 03                                                                         | Sergio Pérez     | Red Bull Racing-Honda RBPT   | 1:28,681 | 1:27,865   | 1:27,876 | 03    |
| 04                                                                         | Daniel Ricciardo | RB-Honda RBPT                | 1:28,700 | 1:28,122   | 1:28,044 | 04    |
| 05                                                                         | Carlos Sainz jr. | Ferrari                      | 1:28,435 | 1:28,262   | 1:28,103 | 05    |
| 06                                                                         | Oscar Piastri    | McLaren-Mercedes             | 1:28,056 | 1:28,163   | 1:28,161 | 06    |
| 07                                                                         | Lance Stroll     | Aston Martin Aramco-Mercedes | 1:28,807 | 1:28,323   | 1:28,375 | 07    |
| 08                                                                         | Fernando Alonso  | Aston Martin Aramco-Mercedes | 1:28,192 | 1:28,189   | 1:28,419 | 08    |
| 09                                                                         | Lando Norris     | McLaren-Mercedes             | 1:27,939 | 1:27,597   | 1:28,472 | 09    |
| 10                                                                         | Nico Hülkenberg  | Haas-Ferrari                 | 1:29,040 | 1:28,330   | 1:28,476 | 10    |
| 11                                                                         | George Russell   | Mercedes                     | 1:28,387 | 1:28,343   | –        | 11    |
| 12                                                                         | Lewis Hamilton   | Mercedes                     | 1:28,736 | 1:28,371   | –        | 12    |
| 13                                                                         | Esteban Ocon     | Alpine-Renault               | 1:28,873 | 1:28,379   | –        | 13    |
| 14                                                                         | Kevin Magnussen  | Haas-Ferrari                 | 1:28,377 | 1:28,614   | –        | 14    |
| 15                                                                         | Yuki Tsunoda     | RB-Honda RBPT                | 1:28,687 | keine Zeit | –        | 15    |
| 16                                                                         | Pierre Gasly     | Alpine-Renault               | 1:29,185 | –          | –        | 16    |
| 17                                                                         | Zhou Guanyu      | Kick Sauber-Ferrari          | 1:29,267 | –          | –        | 17    |
| 18                                                                         | Valtteri Bottas  | Kick Sauber-Ferrari          | 1:29,360 | –          | –        | 19    |
| 19                                                                         | Logan Sargeant   | Williams-Mercedes            | 1:29,551 | –          | –        | 18    |
| 20                                                                         | Alexander Albon  | Williams-Mercedes            | 1:29,858 | –          | –        | Box   |
| 107-Prozent-Zeit: 1:34,094 min (bezogen auf SQ1-Bestzeit von 1:27,939 min) |                  |                              |          |            |          |       |

Anmerkung
1. ↑  Bottas wurde um drei Startplätze nach hinten versetzt, da er Piastri im ersten Abschnitt des Sprint-Qualifyings (SQ1) behindert hat.
2. ↑  Albon musste aus der Boxengasse starten, da an seinem Wagen unter Parc-fermé-Bedingungen gearbeitet wurde.

### Sprint
| Pos. | Fahrer           | Konstrukteur                 | Runden | Stopps | Zeit       | Start |
| ---- | ---------------- | ---------------------------- | ------ | ------ | ---------- | ----- |
| 01   | Max Verstappen   | Red Bull Racing-Honda RBPT   | 19     | 0      | 31:31,383  | 01    |
| 02   | Charles Leclerc  | Ferrari                      | 19     | 0      | + 3,371    | 02    |
| 03   | Sergio Pérez     | Red Bull Racing-Honda RBPT   | 19     | 0      | + 5,095    | 03    |
| 04   | Daniel Ricciardo | RB-Honda RBPT                | 19     | 0      | + 14,971   | 04    |
| 05   | Carlos Sainz jr. | Ferrari                      | 19     | 0      | + 15,222   | 05    |
| 06   | Oscar Piastri    | McLaren-Mercedes             | 19     | 0      | + 15,750   | 06    |
| 07   | Nico Hülkenberg  | Haas-Ferrari                 | 19     | 0      | + 22,054   | 10    |
| 08   | Yuki Tsunoda     | RB-Honda RBPT                | 19     | 0      | + 29,816   | 15    |
| 09   | Pierre Gasly     | Alpine-Renault               | 19     | 0      | + 31,880   | 16    |
| 10   | Logan Sargeant   | Williams-Mercedes            | 19     | 0      | + 34,355   | 18    |
| 11   | Zhou Guanyu      | Kick Sauber-Ferrari          | 19     | 0      | + 35,078   | 17    |
| 12   | George Russell   | Mercedes                     | 19     | 0      | + 35,755   | 11    |
| 13   | Alexander Albon  | Williams-Mercedes            | 19     | 0      | + 36,086   | Box   |
| 14   | Valtteri Bottas  | Kick Sauber-Ferrari          | 19     | 0      | + 36,892   | 19    |
| 15   | Esteban Ocon     | Alpine-Renault               | 19     | 0      | + 37,740   | 13    |
| 16   | Lewis Hamilton   | Mercedes                     | 19     | 0      | + 49,347   | 12    |
| 17   | Fernando Alonso  | Aston Martin Aramco-Mercedes | 19     | 0      | + 59,409   | 08    |
| 18   | Kevin Magnussen  | Haas-Ferrari                 | 19     | 0      | + 1:06,303 | 14    |
| –    | Lance Stroll     | Aston Martin Aramco-Mercedes | 1      | 0      | DNF        | 07    |
| –    | Lando Norris     | McLaren-Mercedes             | 0      | 0      | DNF        | 09    |

Anmerkungen
1. ↑  Hamilton erhielt eine Durchfahrtsstrafe, die in eine 20-Sekunden-Zeitstrafe aufgrund der Geschwindigkeitsüberschreitung in der Boxengasse umgewandelt wurde. Er rutschte von Platz 8 auf Platz 16.
2. ↑  Magnussen erhielt drei Zehn-Sekunden-Zeitstrafen aufgrund des Verlassens der Strecke für die Verschaffung eines Vorteils und eine Fünf-Sekunden-Zeitstrafe für das Überschreiten des Streckenlimits. Er rutschte von Platz 10 auf Platz 18.

### Qualifying
| Pos.                                                                      | Fahrer           | Konstrukteur                 | Q1       | Q2       | Q3       | Start |
| ------------------------------------------------------------------------- | ---------------- | ---------------------------- | -------- | -------- | -------- | ----- |
| 01                                                                        | Max Verstappen   | Red Bull Racing-Honda RBPT   | 1:27,689 | 1:27,566 | 1:27,241 | 01    |
| 02                                                                        | Charles Leclerc  | Ferrari                      | 1:28,081 | 1:27,533 | 1:27,382 | 02    |
| 03                                                                        | Carlos Sainz jr. | Ferrari                      | 1:27,937 | 1:27,941 | 1:27,455 | 03    |
| 04                                                                        | Sergio Pérez     | Red Bull Racing-Honda RBPT   | 1:27,772 | 1:27,839 | 1:27,460 | 04    |
| 05                                                                        | Lando Norris     | McLaren-Mercedes             | 1:27,913 | 1:27,871 | 1:27,594 | 05    |
| 06                                                                        | Oscar Piastri    | McLaren-Mercedes             | 1:28,032 | 1:27,721 | 1:27,675 | 06    |
| 07                                                                        | George Russell   | Mercedes                     | 1:28,159 | 1:28,095 | 1:28,067 | 07    |
| 08                                                                        | Lewis Hamilton   | Mercedes                     | 1:28,167 | 1:27,697 | 1:28,107 | 08    |
| 09                                                                        | Nico Hülkenberg  | Haas-Ferrari                 | 1:28,383 | 1:28,200 | 1:28,146 | 09    |
| 10                                                                        | Yuki Tsunoda     | RB-Honda RBPT                | 1:28,324 | 1:28,167 | 1:28,192 | 10    |
| 11                                                                        | Lance Stroll     | Aston Martin Aramco-Mercedes | 1:28,177 | 1:28,222 | –        | 11    |
| 12                                                                        | Pierre Gasly     | Alpine-Renault               | 1:27,976 | 1:28,324 | –        | 12    |
| 13                                                                        | Esteban Ocon     | Alpine-Renault               | 1:28,209 | 1:28,371 | –        | 13    |
| 14                                                                        | Alexander Albon  | Williams-Mercedes            | 1:28,343 | 1:28,413 | –        | 14    |
| 15                                                                        | Fernando Alonso  | Aston Martin Aramco-Mercedes | 1:28,453 | 1:28,427 | –        | 15    |
| 16                                                                        | Valtteri Bottas  | Kick Sauber-Ferrari          | 1:28,463 | –        | –        | 16    |
| 17                                                                        | Logan Sargeant   | Williams-Mercedes            | 1:28,487 | –        | –        | 17    |
| 18                                                                        | Daniel Ricciardo | RB-Honda RBPT                | 1:28,617 | –        | –        | 20    |
| 19                                                                        | Kevin Magnussen  | Haas-Ferrari                 | 1:28,619 | –        | –        | 18    |
| 20                                                                        | Zhou Guanyu      | Kick Sauber-Ferrari          | 1:28,824 | –        | –        | 19    |
| 107-Prozent-Zeit: 1:33,827 min (bezogen auf Q1-Bestzeit von 1:27,689 min) |                  |                              |          |          |          |       |

Anmerkungen
1. ↑  Daniel Ricciardo erhielt eine Startplatzstrafe von drei Plätzen, da er Nico Hülkenberg beim vorherigen Großen Preis von China unter Safety-Car-Bedingungen überholt hatte.

### Rennen
| Pos.                                                            | Fahrer           | Konstrukteur                 | Runden | Stopps | Zeit        | Start | Schnellste Rennrunde |
| --------------------------------------------------------------- | ---------------- | ---------------------------- | ------ | ------ | ----------- | ----- | -------------------- |
| 01                                                              | Lando Norris     | McLaren-Mercedes             | 57     | 1      | 1:30:49,876 | 05    | 1:30,980 (55.)       |
| 02                                                              | Max Verstappen   | Red Bull Racing-Honda RBPT   | 57     | 1      | + 7,612     | 01    | 1:31,261 (48.)       |
| 03                                                              | Charles Leclerc  | Ferrari                      | 57     | 1      | + 9,920     | 02    | 1:31,084 (56.)       |
| 04                                                              | Sergio Pérez     | Red Bull Racing-Honda RBPT   | 57     | 2      | + 14,650    | 04    | 1:30,855 (55.)       |
| 05                                                              | Carlos Sainz jr. | Ferrari                      | 57     | 1      | + 16,407    | 03    | 1:30,928 (55.)       |
| 06                                                              | Lewis Hamilton   | Mercedes                     | 57     | 1      | + 16,585    | 08    | 1:31,233 (54.)       |
| 07                                                              | Yuki Tsunoda     | RB-Honda RBPT                | 57     | 1      | + 26,185    | 10    | 1:31,682 (55.)       |
| 08                                                              | George Russell   | Mercedes                     | 57     | 1      | + 34,789    | 07    | 1:31,921 (43.)       |
| 09                                                              | Fernando Alonso  | Aston Martin Aramco-Mercedes | 57     | 1      | + 37,107    | 15    | 1:31,727 (55.)       |
| 10                                                              | Esteban Ocon     | Alpine-Renault               | 57     | 1      | + 39,746    | 13    | 1:32,037 (51.)       |
| 11                                                              | Nico Hülkenberg  | Haas-Ferrari                 | 57     | 2      | + 40,789    | 09    | 1:31,941 (56.)       |
| 12                                                              | Pierre Gasly     | Alpine-Renault               | 57     | 1      | + 44,958    | 12    | 1:32,055 (56.)       |
| 13                                                              | Oscar Piastri    | McLaren-Mercedes             | 57     | 2      | + 49,756    | 06    | 1:30,634 (43.)       |
| 14                                                              | Zhou Guanyu      | Kick Sauber-Ferrari          | 57     | 1      | + 49,979    | 19    | 1:31,991 (56.)       |
| 15                                                              | Daniel Ricciardo | RB-Honda RBPT                | 57     | 1      | + 50,956    | 20    | 1:31,122 (57.)       |
| 16                                                              | Valtteri Bottas  | Kick Sauber-Ferrari          | 57     | 2      | + 52,356    | 16    | 1:32,098 (55.)       |
| 17                                                              | Lance Stroll     | Aston Martin Aramco-Mercedes | 57     | 2      | + 55,173    | 11    | 1:31,588 (57.)       |
| 18                                                              | Alexander Albon  | Williams-Mercedes            | 57     | 2      | + 1:16,091  | 14    | 1:30,849 (55.)       |
| 19                                                              | Kevin Magnussen  | Haas-Ferrari                 | 57     | 2      | + 1:24,683  | 18    | 1:31,774 (33.)       |
| –                                                               | Logan Sargeant   | Williams-Mercedes            | 27     | 1      | DNF         | 17    | 1:33,452 (15.)       |
| Fahrer des Tages: Lando Norris (41,1 % der abgegebenen Stimmen) |                  |                              |        |        |             |       |                      |

Anmerkungen
1. ↑  Sainz jr. erhielt eine Fünf-Sekunden-Zeitstrafe nach dem Rennen, da er eine Kollision mit Piastri verursachte. Er rutschte von Platz 4 auf Platz 5.
2. ↑  Stroll erhielt eine Zehn-Sekunden-Zeitstrafe aufgrund des Verlassens der Strecke und die Verschaffung eines Vorteils. Er rutschte von Platz 13 auf Platz 17.
3. ↑  Magnussen erhielt eine Zehn-Sekunden-Zeitsrafe für eine Kollision mit Sargeant. Außerdem erhielt er nach dem Rennen eine Durchfahrtsstrafe, die in eine 20-Sekunden-Zeitstrafe umgewandelt wurde, da er während der Safety-Car-Phase in die Boxengasse fuhr, ohne dort einen Reifenwechsel durchführen zu lassen. Er rutschte von Platz 18 auf Platz 19.

## WM-Stände nach dem Rennen
Die ersten acht des Sprints bekamen 8, 7, 6, 5, 4, 3, 2 bzw. 1 Punkt(e). Die ersten zehn des Rennens bekamen 25, 18, 15, 12, 10, 8, 6, 4, 2 bzw. 1 Punkt(e).

### Fahrerwertung
| Pos. | Fahrer           | Konstrukteur                 | Punkte |
| ---- | ---------------- | ---------------------------- | ------ |
| 01   | Max Verstappen   | Red Bull Racing-Honda RBPT   | 136    |
| 02   | Sergio Pérez     | Red Bull Racing-Honda RBPT   | 103    |
| 03   | Charles Leclerc  | Ferrari                      | 98     |
| 04   | Lando Norris     | McLaren-Mercedes             | 83     |
| 05   | Carlos Sainz jr. | Ferrari                      | 83     |
| 06   | Oscar Piastri    | McLaren-Mercedes             | 41     |
| 07   | George Russell   | Mercedes                     | 37     |
| 08   | Fernando Alonso  | Aston Martin Aramco-Mercedes | 33     |
| 09   | Lewis Hamilton   | Mercedes                     | 27     |
| 10   | Yuki Tsunoda     | RB-Honda RBPT                | 14     |
| 11   | Lance Stroll     | Aston Martin Aramco-Mercedes | 9      |

| Pos. | Fahrer           | Konstrukteur        | Punkte |
| ---- | ---------------- | ------------------- | ------ |
| 12   | Oliver Bearman   | Ferrari             | 6      |
| 13   | Nico Hülkenberg  | Haas-Ferrari        | 6      |
| 14   | Daniel Ricciardo | RB-Honda RBPT       | 5      |
| 15   | Esteban Ocon     | Alpine-Renault      | 1      |
| 16   | Kevin Magnussen  | Haas-Ferrari        | 1      |
| 17   | Alexander Albon  | Williams-Mercedes   | 0      |
| 18   | Zhou Guanyu      | Kick Sauber-Ferrari | 0      |
| 19   | Pierre Gasly     | Alpine-Renault      | 0      |
| 20   | Valtteri Bottas  | Kick Sauber-Ferrari | 0      |
| 21   | Logan Sargeant   | Williams-Mercedes   | 0      |

### Konstrukteurswertung
| Pos. | Konstrukteur                 | Punkte |
| ---- | ---------------------------- | ------ |
| 01   | Red Bull Racing-Honda RBPT   | 239    |
| 02   | Ferrari                      | 187    |
| 03   | McLaren-Mercedes             | 124    |
| 04   | Mercedes                     | 64     |
| 05   | Aston Martin Aramco-Mercedes | 42     |

| Pos. | Konstrukteur        | Punkte |
| ---- | ------------------- | ------ |
| 06   | RB-Honda RBPT       | 19     |
| 07   | Haas-Ferrari        | 7      |
| 08   | Alpine-Renault      | 1      |
| 09   | Williams-Mercedes   | 0      |
| 10   | Kick Sauber-Ferrari | 0      |